# مذبح (دهستان)
 مذبح  (در عربی:  المَذبَح  )، دهستانی بزرگی است در ناحیهٔ (بنی الحارث)، در ۳ کیلومتری شهر لحج، در عزلهٔ (سنحاذ) از توابع استان لَحِج، در کشور یمن در شبه جزیره عربستان. 

## جمعیت
جمعیت این دهستان در حدود ( ۱۱۲۴۶ ) نفر و (۲۳ خانوار ) می‌باشد. 

## روستاها
روستاهای توابع این دهستان عبارتند از:
- روستاها: صَلی، بنو عبدان، الرَهاء، الصَراء، السَنحان، بَنو عبدة، صَعَب، أبیس، زُبیده، أوَد، مازن، عَنس، النَقع، الجنب، وصاب الَعالی، وصاب السُفلی.